# Ján Berešík
Ján Berešík (* 29. října 1956) je bývalý slovenský fotbalista. Po skončení aktivní kariéry působí jako trenér na regionální úrovni.

## Fotbalová kariéra
V československé lize hrál za ZVL Žilina. Nastoupil v 86 ligových utkáních a dal 8 gólů. V nižších soutěžích i za TŽ Třinec, ZŤS Martin a ZZO Čadca.

## Ligová bilance
| Ročník                                      | Zápasy | Góly | Klub       |
| ------------------------------------------- | ------ | ---- | ---------- |
| Česká národní fotbalová liga 1978/79        | -      | -    | TŽ Třinec  |
| 1. slovenská národní fotbalová liga 1981/82 | 28     | 8    | ZŤS Martin |
| 1. československá fotbalová liga 1982/83    | 25     | 5    | ZVL Žilina |
| 1. československá fotbalová liga 1983/84    | 22     | 2    | ZVL Žilina |
| 1. československá fotbalová liga 1984/85    | 11     | 0    | ZVL Žilina |
| 1. československá fotbalová liga 1985/86    | 21     | 1    | ZVL Žilina |
| 1. slovenská národní fotbalová liga 1986/87 | 13     | 1    | ZZO Čadca  |
| 1. československá fotbalová liga 1986/87    | 7      | 0    | ZVL Žilina |
| 1. slovenská národní fotbalová liga 1987/88 | 28     | 3    | ZZO Čadca  |
| 1. slovenská národní fotbalová liga 1988/89 | 23     | 1    | ZZO Čadca  |
| CELKEM 1. liga                              | 86     | 8    |            |